# 軍事史

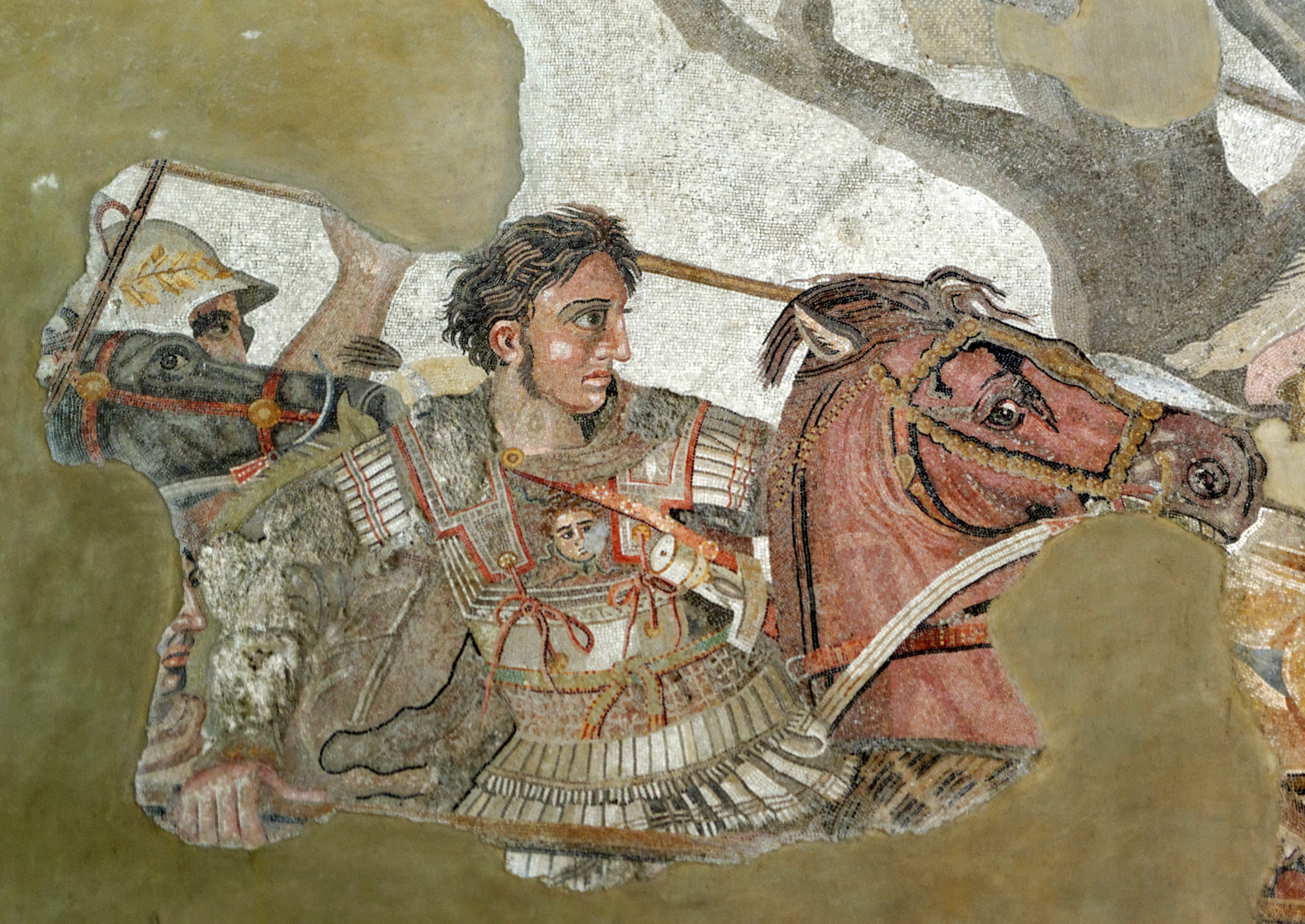
紀元前333年イッソスの戦い

軍事史（ぐんじし、英語：military history、history of warfare）とは、軍事に関する歴史の総称である。

## 概説
軍事史は軍事に関する歴史を歴史学的に取り扱う学問であり、歴史学的な手法に基づいてその史実を明らかにする。その領域は戦争史、作戦・戦闘史、軍事技術史、戦略史、戦術史、軍制史、地域史など様々である。軍事史の意義は経験科学である軍事学にとって非常に重大なものであり、現代の様々な安全保障政策や軍事戦略、戦術や戦闘技術、軍事技術や軍事制度などには全て歴史的な背景がある。
歴史の見方は歴史家により様々であるが、軍事学において謙虚な態度で歴史を学ぶことは一般的に有益な教訓や知識、戦術や国際政治などを習得する絶好の学習法であり、将来への指針を探る手がかりとされており、盛んに研究されている。
歴史上、アレクサンドロス3世（大王）、フリードリヒ大王、ナポレオン、ベイジル・リデル＝ハート、レーニン、毛沢東など数多くの政治家や軍人などが歴史を真摯に学んでいることからもこのことは分かる。
また軍事史は合理的な軍事理論だけでは説明できない非合理的な戦場における肉体的または精神的な苦痛と混乱などの領域を具体的な事例によって浮き彫りにし、クラウゼヴィッツが「理論は経験を保証し、経験は理論を保証する」と述べているように、研究内容の具体性を補完することができる。また戦史の事実関係を明らかにすることにより、より的確な戦訓を抽出することもできるようになる。

## 戦争史概要
戦争と人間の関係は非常に多様であるが、ここでは個別的な戦争や戦闘ではなく世界軍事史の観点から関係と発達を概説していく。

### 先史時代
戦争の起源がいつであるかは考古学者や人類学者の間でも論争がある。槍が突き刺さった痕跡のあるネアンデルタール人の骨が発見されているが、戦闘行為によるものか事故によるものかはわからない。地球上に現存する狩猟採集社会には、ブッシュマンのように戦闘行為を行わない部族も存在するが、戦闘的な部族も存在する。
新石器時代に入って農耕社会が成立すると、農産物を狙って略奪行為を行う者も現れたと考えられ、農耕社会の側もこれに対抗して武装し、軍隊の原型と呼べる組織が出現したと推測される。当時の武器は旧石器時代から狩猟用具として使用されていた槍や弓矢で、この時代の遺跡ではよく見られる出土品である。
戦闘行為の存在を示す最古の遺跡は、紀元前5000年以前のものと考えられている、エジプトのスーダン国境近くに位置する Cemetery 117 である。この遺跡では鏃の突き刺さった多数の遺体が発掘されている。最古の城郭と言われるのは紀元前8000年頃に作られたエリコの遺跡にみられる壁である。ただしこの壁が、異民族の襲撃に対抗するためのものか、洪水などに備えたものかは定かではない。シリア・イラク国境にある最古級の都市遺跡であるハモウカル遺跡では、紀元前4千年紀半ばに攻城戦で攻め滅ぼされた跡が発見され、多数の乾燥させた粘土製の弾丸を打ち込んで都市を陥落させたとみられている。

### 古代

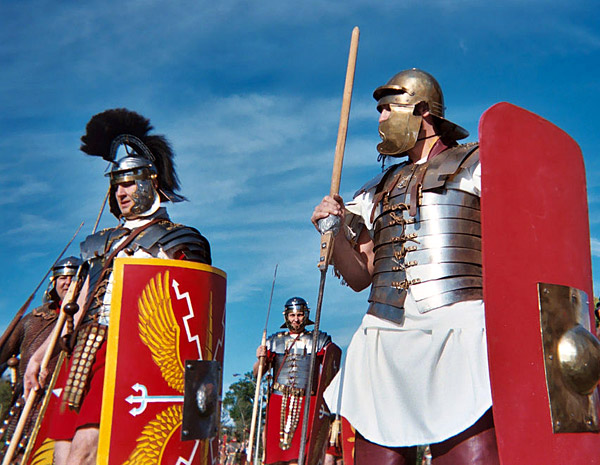
古代ローマの重装歩兵（再現）

青銅器時代に入ると、金属加工技術の発達により刀剣が作られるようになった。鉄器時代には鉄の刀剣が作られ、やがて鉄を高温の炉で精錬した鋼が用いられるようになった。
古代の農業技術では多くの人口を扶養できる土地は限られていたうえに農業生産は安定しなかったので、農業経済に依存する人々は生存をかけて共同体ごとに結集し、豊かな耕地や収穫物、水利権などを奪い合った。古代の農耕社会を基盤とする都市国家や専制帝国の軍隊の中核となったのは、しばしば自由身分の経済力ある農業経営者が、自弁の鎧と盾で身を固め、槍や剣を装備した重装歩兵である。農耕社会では馬は主に戦車（チャリオット）を牽引するために利用され、騎兵はしばしば同盟関係にあった遊牧民からの援軍を仰いだ。考古学の見地ではヒッタイトやエジプトで見られる戦車（チャリオット）による戦闘がもっとも古く、おそらくこれを駆逐する形で騎馬部隊による戦闘がこれに代わり、ついで重装歩兵による軍制がこれに置き換わっている。古代の軍制については文献がとぼしく、考古学史料などからの推測による点が多い。この時代における兵器･武装の技術進歩と軍隊運用の優劣については古代軍事史における大きな謎の一つであり現代でも十分に解明されたとはいいがたい。
組織化された軍隊を歴史上最初に保有したことが記録に残るのはシュメール人であった。後にエジプトや中国でも同様の軍隊が出現したことが確認される。紀元前7世紀頃に古代ギリシアが編み出したファランクスは、重装歩兵が数列の深さの横隊に並び、長槍の穂先を並べて突進するもので、古典古代の地中海世界からオリエントにかけての地域において、大きな戦力とされた。やがてファランクスは横長の長方形の陣形から片側だけを厚くする斜線陣など特殊な運用も生み出し、あるいは弱点である側面に騎兵を置くなどして強化され、ペルシア戦争（紀元前492年 - 紀元前449年）においても活躍した。アレクサンドロス大王の東征ではマケドニア軍のみならず、アケメネス朝ペルシア側にも多数のギリシア人傭兵が参加しておりこれを用いた。その後も地中海世界からオリエントにかけて各地で多用されたが、ファランクスには小回りが利かないという弱点もあった。古代ローマのレギオンの戦術はより柔軟で、投石機や投槍で敵の隊形を崩し、グラディウスを手にして散開して戦った。ローマのレギオンは、マケドニア王国のファランクスをキュノスケファライの戦い（紀元前197年）で破り、古代世界の覇者となった。
また、文字の出現によって軍事上の事跡が記録されるようになった。初めのうちこれはイリアスやオデュッセイアのような英雄物語であったが、後には戦争を客観的な記録として残す軍事史家や、戦争に勝つための方法を研究する軍事学者が現れた。例えば現代でも有名な古代の軍事学者に孫子がいる。彼は戦争と政治の関係、戦術、諜報などに関する優れた著作を残した。

### 中世

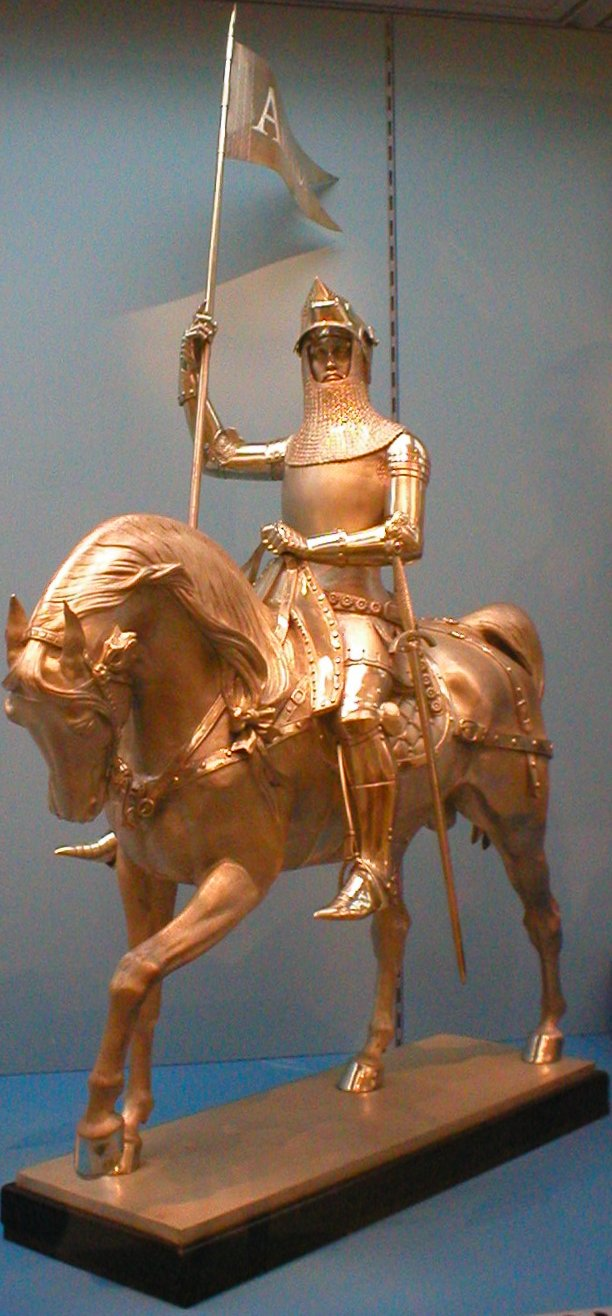
銀のアングリア騎士像

古代において、農耕社会の国家において騎兵は補助的な役割であったが、馬の品種改良が進み、鐙をはじめとする馬具が発明されたことで、遊牧民出身の騎兵でなくともそれなりの戦力を確保できるようになり、また機動力と突撃力が増大した。馬の生産に携わり、その扱いにも長けた遊牧民の騎兵部隊は、古くから農耕社会の鈍重な歩兵部隊を翻弄したが、そうした戦力をある程度農耕社会の軍隊も保持できるようになった。そうすると逆に、鐙などの新技術は遊牧民の世界にも逆輸入され、遊牧騎兵の戦闘技術をさらに向上させた。こうして中世においては農耕社会の国家においてすら騎兵が戦場の主役となったうえ、農耕社会と遊牧社会を統合する社会変動が引き起こされていった。
4世紀、遊牧民のフン族はゲルマン人の大移動を引き起こして西ローマ帝国の存立を脅かし、匈奴や鮮卑は中国の農耕社会に浸透して、後世の歴史家に胡族国家と呼ばれる、遊牧・農耕複合政権を打ち立てた。7世紀にはやはり遊牧民をその重要な構成要素とし、それに都市民や農民も交えたアラブ人が、イスラム教のもと結束を成し遂げ、中近東の広大な地域を征服した。こうした騎兵を主体とする勢力に対抗するため、東ローマ帝国の軍隊の中核は重装歩兵から重装騎兵（カタフラクト）へと移り、胡族国家の系譜を引く隋や唐といった中華王朝の軍隊も、騎兵主体の軍勢を中核としていた。
農耕社会であった中世の西ヨーロッパにおいて重装騎兵を務めるためには、優れた技量と精神的・肉体的な鍛錬、そして馬を養うだけの経済力が必要であった。遊牧民は幼少時から牧畜という生産活動に従事してこれを学びつつ、優秀な騎兵となる技量を身につけるが、農耕社会において一般庶民の生産活動は、騎兵の技術を身につける生活とは著しく乖離しているからである。そのため、特別に幼少時からの特殊訓練と、それを保障する財産を与えられた階級が養成され、騎士階級が誕生した。日本の武士もこれに似た面がある。
騎兵を戦略的・戦術的に最大限に活用したのがモンゴル帝国であった。モンゴル人の兵士は家畜の群れと共に数千キロを移動し、戦場では数頭の馬を用意して、1頭が疲れたり傷つけば馬を替えて戦い続けることができた。こうした戦術自体は伝統的な中央ユーラシアの遊牧民のものであったが、チンギス・ハーンは旧来の部族組織を解体し、自らの直属の家臣団のもとに全遊牧組織を再編成して優れて戦略的に遊牧軍団を展開することを可能にした。モンゴル人はチンギス・ハーン家のもと、13世紀に史上最大の帝国を作り上げた。
ただし中世における騎兵は無敵であったわけではない。トゥール・ポワティエ間の戦い（732年）の例に見られるように騎兵のみでは歩兵の方陣密集隊形を突き崩すことはできなかったし、百年戦争（1337年 - 1453年）中のクレシーの戦い（1346年）では、イギリス軍のロングボウ部隊によってフランス軍の騎士たちは一方的に射殺されている。また近年の研究では、中世の戦場における歩兵の重要性が再評価されている。

### 近世

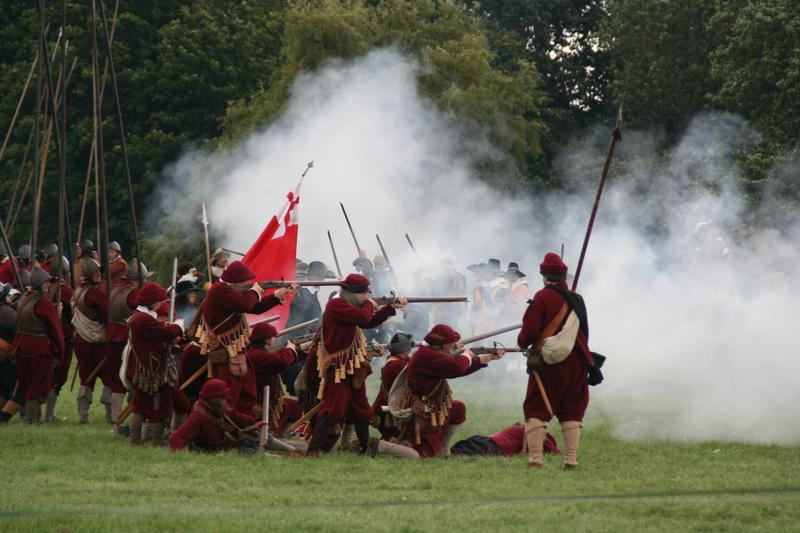
ネイズビーの戦い（1645年）当時の歩兵（再現）

近世以降は火器の発達が著しい時代であった。火薬を発明したのは中国人であり、宋代には火器が使用されたという記録が残っている。だが、火器を最初に戦場で大量に使用したのはユーラシア大陸西方のヨーロッパ人諸国家、イスラム世界のオスマン帝国やムガル帝国であった。火器の登場は戦争の様相を、そして諸民族の運命と世界史の流れを大きく変えた。ユーラシア西方社会における火器の大量使用は、東ヨーロッパにおけるフス戦争（1419年 - 1436年）におけるフス派の戦術をもってその嚆矢とする。
大砲はオスマン帝国によるコンスタンティノープル攻略（1453年）で初めて本格的に使用された。当時のウルバン砲は1日に数回発射するのがやっとというものであったが、その後改良され、イタリア戦争（1521年 - 1544年）では中世式の石積みの背の高い城壁を破壊した。これ以降、城壁は背が低く厚みのある土塁へと変化していった。一方で防御側としても、同時期に登場した銃の威力を活用し、攻め寄せてくる敵に十字砲火を浴びせられるよう、城壁から外向きに突き出した稜堡が築かれるようになった。また、城壁そのものも切り立った石壁によって敵兵の登攀を妨げる様式から、当時の非炸裂式の大砲弾が進軍する歩兵の密集隊をなぎ倒しやすいように、外面が緩やかな斜面として設計されるようになった。こうして稜堡式城郭が発達していった。

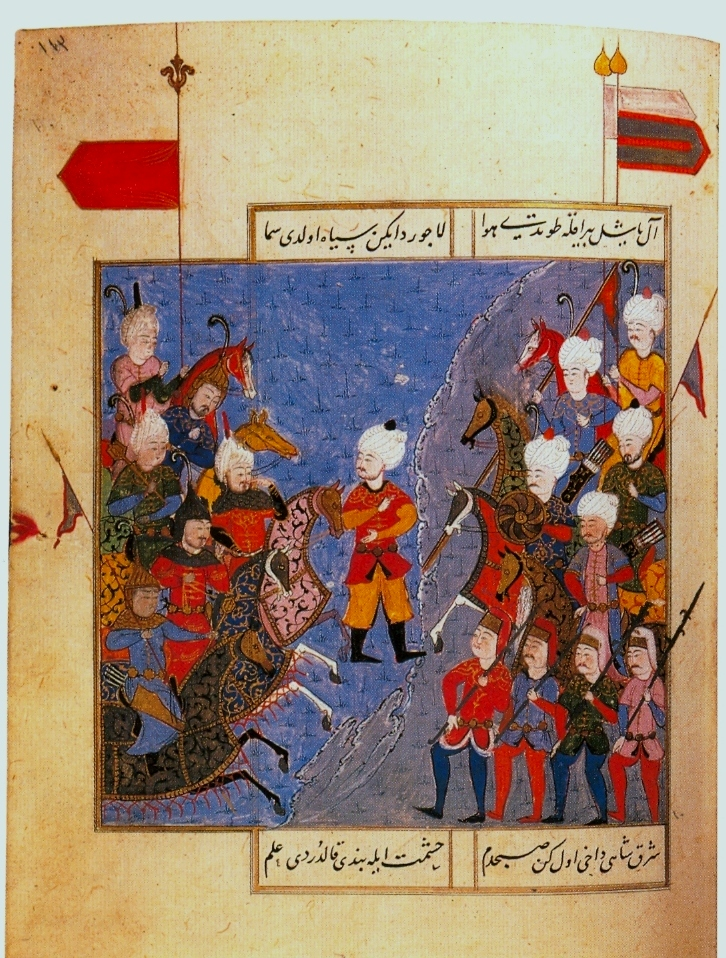
チャルディラーンの戦い

銃は百年戦争の時代に原型が存在したが、まずオスマン帝国のイエニチェリで大規模に採用された。オスマン帝国では当時最も有力な騎馬戦力のひとつであったテュルク系の遊牧民騎兵を、1473年のバシュケントの戦いと、1514年のチャルディラーンの戦いにてイエニチェリの小銃射撃で大いに破り、西アジアから東ヨーロッパにかけて覇権を築いた。次いでオスマン帝国と同じイスラム世界では、ムガル帝国を起こしたバーブルが銃を本格的に採用している。バーブルは1526年にはパーニーパットの戦いで銃を多用し、インド北部を支配するローディー朝の戦象を多数擁する軍勢を破り、インド支配の端緒を築いた。
西ヨーロッパで初めて本格的に使用されたのはパヴィアの戦い（1525年）である。この戦いで、スペイン軍の1,500挺のアルクビューズ（火縄銃）の前に、騎士を主力とする2万のフランス軍は大敗した。日本での長篠の戦い（1575年）も同様の展開となったとされるが、この戦闘における騎兵の役割に関しては議論がある。また、日本における銃の運用は、弾幕重視の大陸系小銃運用術と異なる狙撃重視のものであったとする指摘もあり、今後の比較研究が待たれる。以降、西ヨーロッパでは騎兵の突撃は銃の弾幕射撃によって封殺させられ、軍隊の編制は歩兵を主軸として騎兵と砲兵が支援するという三兵戦術が主流となった。西アジアや中央アジアでは遊牧民の軽騎兵がもっとも強力な兵力であったが、これと同時に火器を運用するのに成功した勢力が覇権を握るようになっていった。
ヨーロッパ人が火器を手にしたことで、非ヨーロッパの先住民族の軍隊の中には、ヨーロッパの軍隊に対して全く対抗できないものも出るという事態が生じた。大航海時代に、火器と騎兵をまったく知らないアメリカ大陸のアステカ帝国やインカ帝国は、マスケットを持った少数のコンキスタドールたちの火力と騎兵運用によって滅亡させられた。一方、アフリカやアジアではヨーロッパ勢力の進出以前に火器の普及は一定の進展を見せており、特に北アフリカからユーラシア大陸内陸部にかけての地域（アフロ・ユーラシア世界）で同時代的に大帝国を築いていたオスマン帝国、ムガル帝国、明帝国といった当時のポスト・モンゴル帝国時代に覇を競った諸王朝は、どれも遊牧民を出自とする強力な騎兵と、小銃・大砲を操る歩兵の大部隊を擁した。そのため、アフロ・ユーラシアの内陸世界は当時のヨーロッパ勢力には軍事的に容易に制圧できる相手ではなく、いくつかの拠点となる港湾都市と島嶼域の海洋国家勢力を制圧するに留まった。ヨーロッパ人が真に世界の広大な地域を面的に植民地とし、ほとんどの先住民族を支配下に置くのは、蒸気船の登場により大兵力を迅速に移動できる体制の確立を待つこととなる。
銃の弾幕射撃は防御には優れていたが、近接戦闘能力と、敵陣を突破する攻撃力には欠けていた。この課題を克服するため、はじめはテルシオのようなパイク兵（槍兵）と銃兵との混合隊形が試みられた。後に銃剣が発明されると銃兵と槍兵をひとりの兵が兼ねることとなり、近接戦闘能力は補強された。さらに、七年戦争（1756年 - 1763年）でフリードリヒ大王に敗北を喫し、その戦術を徹底的に研究したフランス軍は、防御には横隊に展開して射撃し、攻撃には縦隊に隊形変換して突撃するという柔軟な歩兵戦術を完成させた。そのためにフランス軍は、暴力的に徴発されて常に密集隊形をとらなければ脱走兵が続出したプロイセンのようなドイツ諸国などの軍隊と異なり、兵を人道的に取り扱う試みがブルボン朝後期から行われるようになったが、フランス革命を経て国家を国民の財産、戦争を国民の財産たる国家の防衛戦と考える革命軍への変質によって、フランス軍の隊形変換はより柔軟かつ迅速に行うことが可能となった。この歩兵部隊を率いたナポレオン・ボナパルトはヨーロッパを席巻した。

### 産業革命時代

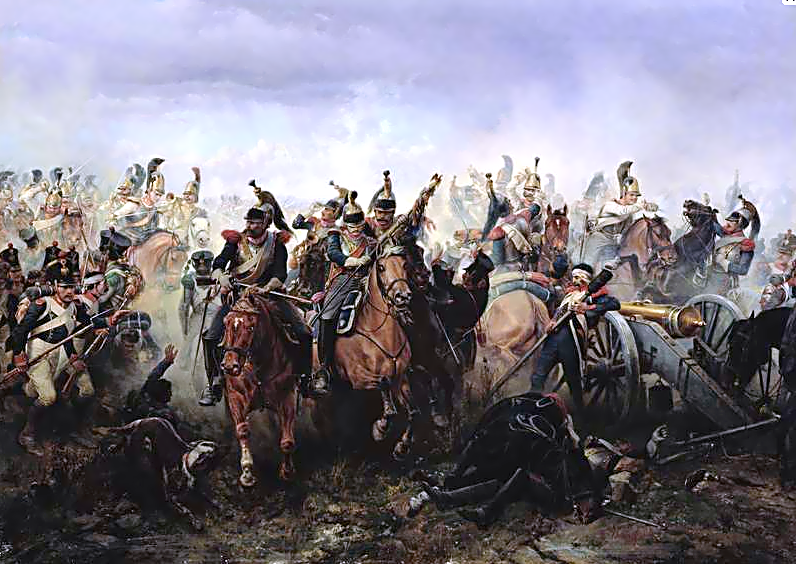
ラ・フェール＝シャンプノワーズの戦い（1814年）におけるフランス胸甲騎兵

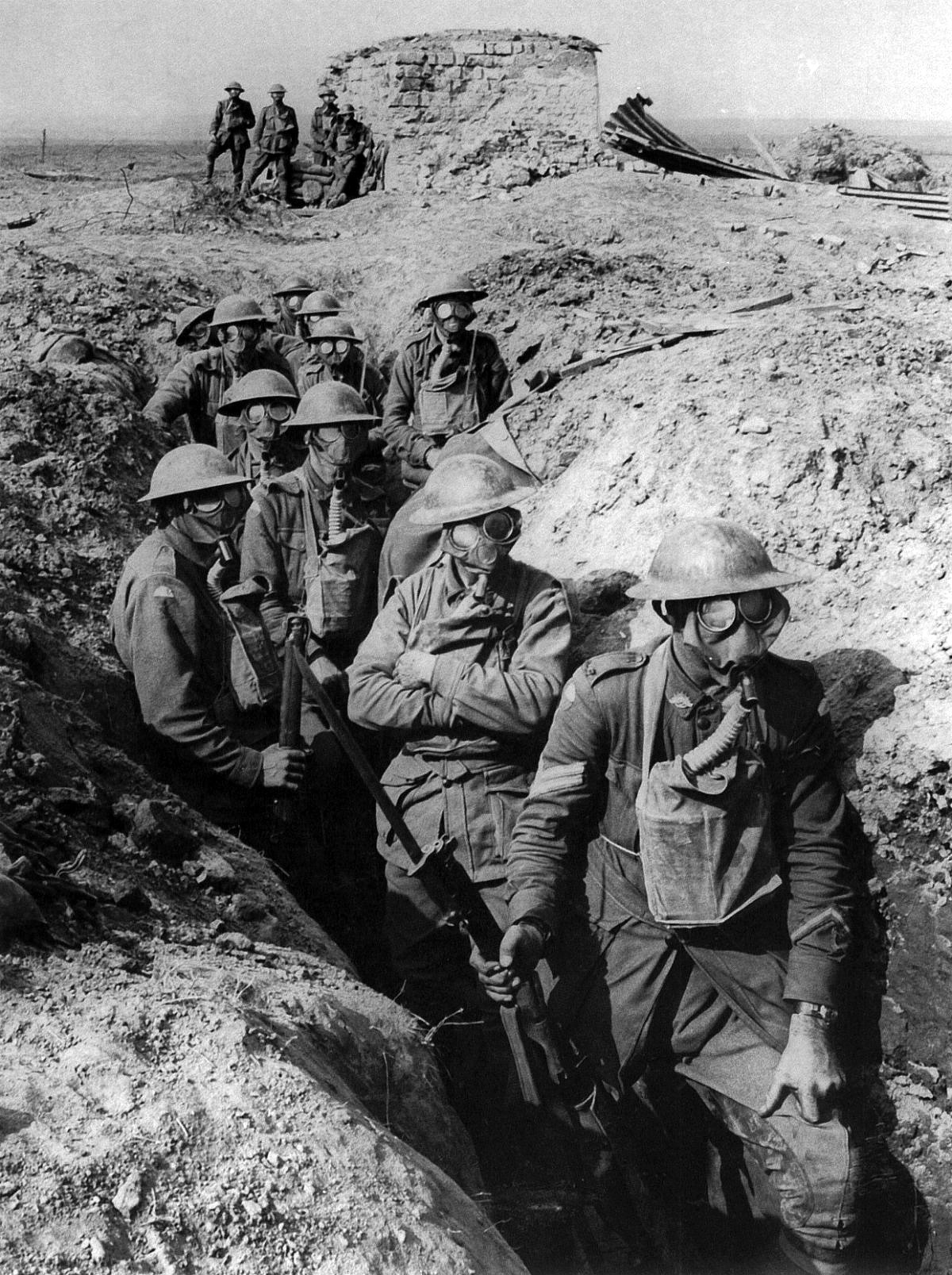
イープルの戦い（1917年）におけるオーストラリア軍兵士

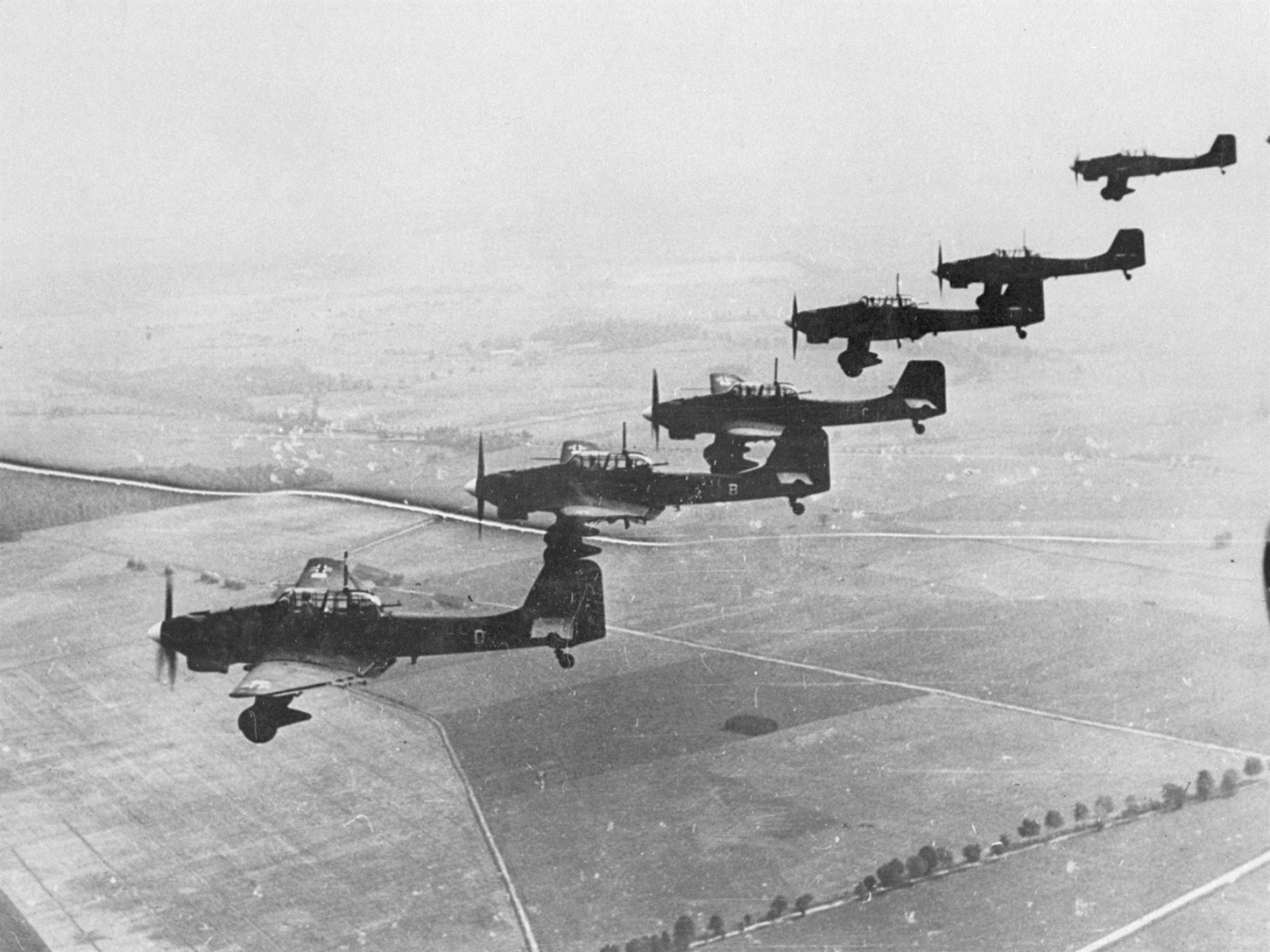
ナチス・ドイツの急降下爆撃機

絶対主義国家までの軍隊は傭兵や封建諸侯の所領から徴発された私兵が主体であったが、近代国民国家の形成と共に、愛国心、すなわち国家を自らのものと考え、国家そのものに強い帰属意識を持った市民たちによって構成される国民軍が現れた。アメリカ独立戦争（1775年 - 1783年）とナポレオン戦争（1803年 - 1815年）は国民軍が活躍した最初の戦争であった。こうした国民軍は自発的な国家への帰属意識に基づいて末端の一兵卒まで自発的軍事行動を取る能力が高いため、前章でも記したように柔軟な部隊運用が容易となった。また、傭兵や封建諸侯の私兵は傭兵隊や所領共同体への帰属意識は強いが国家への帰属意識は弱く、彼らの自発意思は隊や共同体の防衛に対しては強く発揮されるが国家そのものに対してはあまり期待はできない。またこれを指揮する指揮官にしても、傭兵隊や所領の経営が崩壊することを恐れてあまり兵の損耗が激しくなる戦闘は避ける傾向が強かった。これが国民軍主体の軍隊の場合、部隊単位の損得よりも国家の軍事行動全体を考慮した損得で軍事行動を設計することが可能となったのである。
こうして国民軍の軍事的優位が定着すると、ヨーロッパ諸国で市民革命を経験しなかった諸国も、立憲君主制などの体制改革を行い、君主制を維持しながらも愛国心を持つ国民軍を創設する努力が行われた。さらにこれに伴って徴兵制度が普及した。18世紀以前、各国の軍隊が20万人を超えることは多くなかったが、19世紀の軍隊は戦時には100万人単位に膨れ上がった。
こうした国民軍の軍事力と、蒸気船による大兵力の迅速な移動を背景として、火器の時代になっても制圧が困難であったアフロ-ユーラシア世界の諸王朝は次々にヨーロッパ諸国の軍事力に屈し、ヨーロッパ人による本格的な植民地建設の時代が到来した。一部のアジア・アフリカ国家はこれに対抗して国民軍を創設しうる国家改造を行い、中には植民地化、半植民地化を回避することに成功したものもある。日本における明治維新、タイ王国におけるラーマ5世の改革、ケマル・アタテュルクによる近代トルコ共和国の建国がその代表的なものである。
さらに、産業革命によって兵器の大量生産が進み、巨大化した軍隊の装備を可能とした。こうして19世紀以降、戦争は国民国家同士が巨大な軍隊をぶつけ合う総力戦となっていった。アメリカの南北戦争（1861年 - 1865年）は最初の総力戦であったといえる。当時、南北合わせて3,000万人の人口に対して、4年間の戦争に北部は220万人、南部は106万人を動員し、合わせて56万人の戦死者を出した。これは国民軍どうしの衝突が、それ以前の所領共同体や傭兵隊を単位とする軍隊に比べていかに兵士の生命を大量に消耗するものであるかを如実に示している。
兵器も急速な進歩を遂げた。後装式のライフル銃の出現によって防御火力が増大したため、歩兵が戦闘隊形を組むことは自殺行為となり、散兵戦術が主流となった。さらに機関銃の発明によって戦線の突破自体が困難となり、第一次世界大戦（1914年 - 1918年）は塹壕に篭った両軍が多数の兵士を消耗しあう塹壕戦の様相を呈した。この戦争には戦車、飛行機、毒ガスといった新兵器も投入され、戦死者は900万人にのぼった。
飛行機や、通信機の発達により、制空権の優劣が、戦争全体に重大な影響を持ち始めた。
いくら兵を動員しても、制空権を奪われて一方的に軍備を露呈され、のみならず戦線から補給、生産施設に至るまで破壊されてしまえば、勝利は不可能となった。
このため、動員力に代わり、経済規模と科学技術の優劣が、戦争全体の帰趨に、最大の意味を持つことになる。
航空機や、通信など電子装備の優位な運用には、従来の生産規模、生産技術はもちろん、材料学から電子技術に至る全ての技術で、優位に立つことが求められる。
これらは、厖大な分野に広がるため、軍事予算程度の投資では、優勢を保つことは出来ない。
平時の厖大な再生産の中で経済規模を拡大し、さらにその中で技術と生産、開発の蓄積を行う側が、圧倒的に有利である。
すなわち、これ以降、大兵力を動員し得たとしても、平時に優れた製品を発案、開発し、大量に流通、消費させる事に劣る国が、独力で敵国を打倒する事は、不可能になっていく。
(限定的地域を防衛することは不可能ではないが、守ることしか出来ず、一方的損害を受け、国土、国民に重大な被害が生じる。）
第一次世界大戦に敗れたドイツ軍は、アドルフ・ヒトラーの後押しのもとで機甲師団を中心とする編制に転換した。第二次世界大戦（1939年 - 1945年）では、ドイツ軍は25年前に数年かけて突破できなかったフランス戦線を電撃戦によってわずか数週間で崩壊させた。
しかし、連合国と枢軸国の経済規模の差は隔絶しており、制空権を失い、敗北していくことになった。
この戦争では、爆撃機の発達によって戦略爆撃が実施され、前線の兵士だけでなく後方の一般市民までもが戦禍にさらされた。市民の犠牲の最たる例は14万人の広島市民と7万人の長崎市民が犠牲となった原子爆弾の投下であろう。第二次世界大戦における戦死者および市民の犠牲者は2,000万人を上回ると推定される。

### 現代

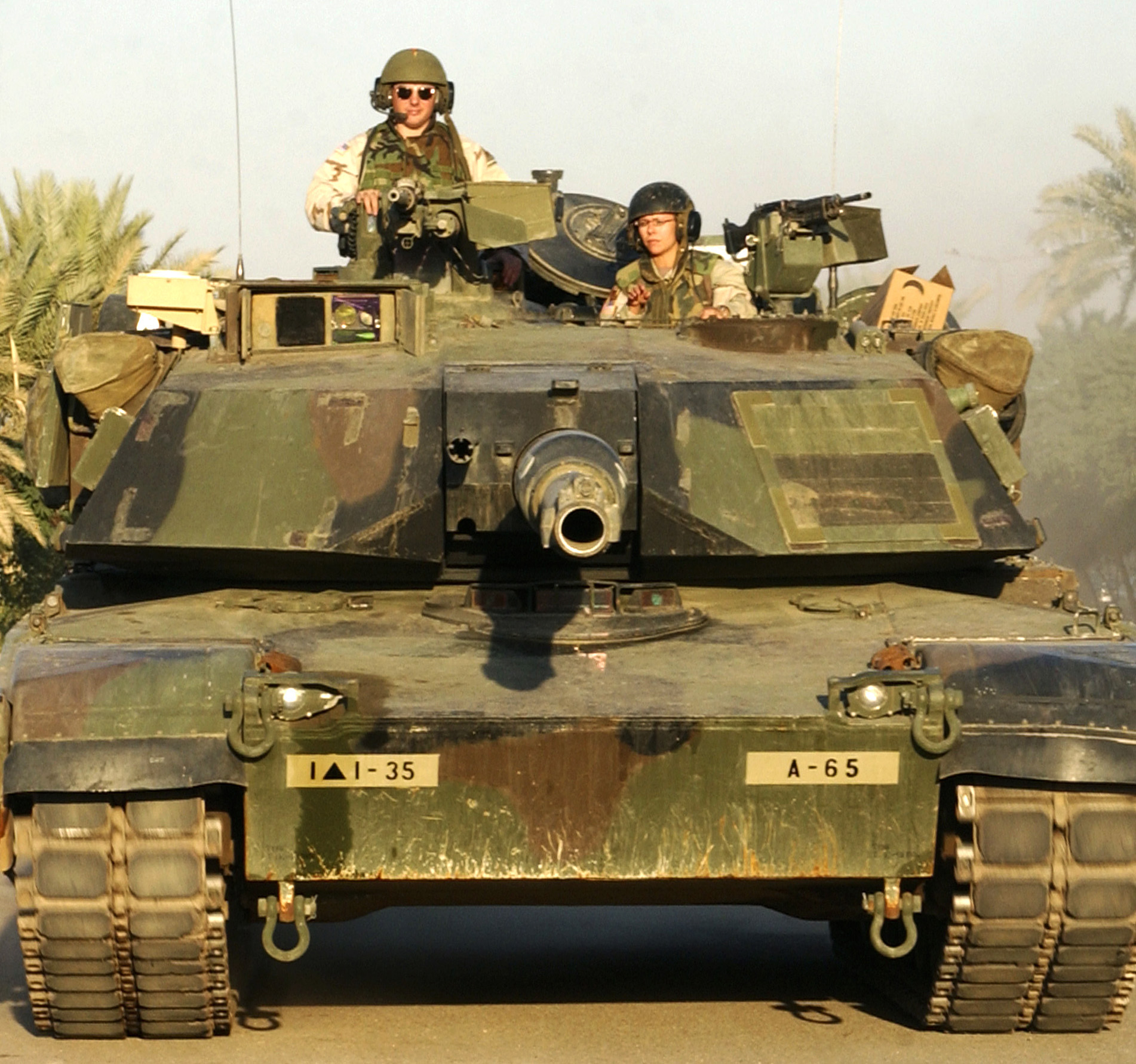
アメリカ軍のM1A1戦車

第二次世界大戦の結果、アメリカとソビエト連邦が超大国として君臨し、冷戦（1945年 - 1991年）が開始された。キューバ危機（1962年）のように戦争の一歩手前まで状況が悪化した例もあったが、両国が保有する核兵器を使用すれば互いの犠牲があまりにも大きくなると考えられたため、核戦争へのエスカレートは避けられた。この状況は恐怖の均衡と呼ばれた。また、大国同士の総力戦は行われなくなった一方で、途上国での民族紛争は頻発し、米ソ両国がそれぞれの当事者を支援して代理戦争の様相を呈することもあった。
冷戦終結後は、電子戦や精密誘導兵器の進歩によって、軍事面での効果の小さい無差別爆撃は行われなくなり、結果として市民の犠牲は減少しているように見える。とはいえ市民の犠牲が無くなったわけではなく、人為的ミスに起因する誤爆や、ルワンダ内戦（1990年 - 1994年）のような虐殺事件も発生している。さらに、世界中に存在する化学兵器は、防護装備を持つ軍隊に対しては効果を与えられないが、市民に対して無差別に使用されれば大きな犠牲を生む。
21世紀には、アメリカ同時多発テロ事件（2001年）や、それに続く アフガニスタン侵攻（2001年）、イラク戦争（2003年）が発生し、軍事史は新たな展開を見せている。

## 海戦史

レパントの海戦（1571年）

古代から中世に至るまで、海戦の舞台は主に地中海であった。これは、地中海で早くから海上交易が始まり、周辺の国家にとっては制海権を確保することが重要だったためである。風向きの安定しない地中海では近代に至るまでガレー船が用いられた。戦闘の方法は衝角戦と斬り込みであった。レパントの海戦（1571年）はガレー船同士の最後の海戦となったが、軍艦に大砲が積み込まれ、砲撃戦が海戦を制する契機となった。
大航海時代になると帆船による外洋航海技術が発展し、軍艦も漕ぎ手の必要がなく大砲を多数積み込めるガレオン船が主流となった。当時の大砲は有効射程も短く、砲弾も炸裂弾ではなかったために船体破壊能力は低く、トラファルガーの海戦（1805年）までは数百メートルまで接近して撃ち合う戦法が用いられた。それでも砲弾の威力は船体よりもマストや帆綱の破壊、切断に効果を発揮することが期待され、衝角を用いた戦法も船体そのものへの破壊の効果を期待され、すでに艦載砲が炸裂弾を発射するようになっていた19世紀まで使用され続けた。
19世紀に入ると、蒸気船が登場して速力や機動性が向上し、艦載砲の射程や砲弾の破壊力が増大した。軍艦には鋼鉄の装甲が施され、日露戦争における日本海海戦（1905年）などの影響もあり大艦巨砲主義が進んだ。第一次世界大戦では、ユトランド沖海戦（1916年）で超弩級戦艦同士の砲撃戦が行われ、潜水艦による通商破壊戦が総力戦の遂行に影響を与え戦局全体を左右した。
20世紀前半には航空機が発達した。第二次世界大戦の真珠湾攻撃（1941年）やマレー沖海戦（1941年）で戦艦に対する航空機の優位が明らかとなり、その後は航空母艦を中心とした機動部隊が海戦の中心となった。第二次世界大戦後は主力艦隊同士の艦隊決戦は発生していないが、フォークランド戦争（1982年）では対艦ミサイルが戦果を挙げている。

## 軍事技術史
例えば戦争や戦略、軍制などあらゆる軍事的な事柄は軍事技術と深い関係性が一般的に認められる。軍事技術の優劣によって戦争の勝敗や戦闘法までもが変化することや、軍事技術によって絶大な軍事力を保持することも歴史的には行われてきた。
例えば青銅器と鉄器はその性能を比較すると圧倒的に鉄器が優れていることが分かっている。紀元前1600年に栄えていたバビロン王朝は青銅器を生産する技術力を持つ一方で、小アジアより征服してきたヒッタイトの軍隊では鉄加工の技術を以って鉄の武器を装備していた。そのためにヒッタイトの征服にバビロン王朝は対抗することができずに滅び、ヒッタイトはその技術力に裏付けられた軍事力を背景に小アジアからユーフラテス河に至る大国を構築することができた。

## 軍事史家
つぎのカテゴリも参照。
- Category:軍事史学者
  - Category:日本軍事史家
- Category:日本の戦史研究家